# Patru persoane pe o treaptă
Patru persoane pe o treaptă este o pictură realizată în ulei pe pânză de pictorul spaniol Bartolomé Esteban Murillo în 1655-1660, deținută în prezent de Muzeul de Artă Kimbell din Fort Worth, Texas, SUA, care a cumpărat-o de la moștenitorii lui Charles Russell Feldman în 1984. Lucrarea, probabil o scenă de proxenetism, este una dintre rarele picturi de gen realizate de Murillo, un maestru versat în iconografia religioasă. Deși neobișnuite în catalogul autorului, aceste lucrări s-au bucurat întotdeauna de o largă popularitate și nu își găsesc un precedent autonom în școala spaniolă.

## Analiză
Așa cum se întâmplă adesea în cazul picturilor de gen ale lui Murillo, pictura Patru persoane pe o treaptă sfidează interpretarea vizuală simplistă. Scena presupune nevoia de implicare și descifrare din partea privitorului, după cum o demonstrează intensitatea contactului vizual direct pe care trei dintre cele patru personaje din scenă îl stabilesc cu acesta.
Personajele sunt toate intrigante și sunt aranjate într-o atmosferă oarecum tulburătoare. O parte a criticii de specialitate identifică compoziția ca fiind o scenă de proxenetism, adică actul de a asista alte persoane în relații amoroase sau sexuale extraconjugale, în schimbul unor avantaje economice.
Alături de tânărul zâmbitor, care își sprijină cotul pe piciorul drept, femeia din fundalul compoziției insinuează un clinchet. În același timp, ea își ridică charpa (o eșarfă de pânză ușoară) care îi acoperă capul. În iconografia artistică, actul ridicării vălului a fost interpretat încă din antichitatea clasică drept un simbol al fidelității conjugale. În acest context, însă, adăugat la clipitul ochiului drept, este probabil ca acest act să fie un indiciu al „disponibilității” personajului.
Conform aceleiași interpretări, bătrâna care stă jos, mângâind capul copilului întins în poala ei, se identifică cu figura proxenetismului - celestina, un personaj comun în literatura picarescă spaniolă, adesea descrisă ca o bătrână încruntată, cu ochelari și alături de un șarpe.